# Puccinia flavescens
Puccinia flavescens ist eine Ständerpilzart aus der Ordnung der Rostpilze (Pucciniales). Der Pilz ist ein Endoparasit von Federgräsern (Stipa). Symptome des Befalls durch die Art sind Rostflecken und Pusteln auf den Blattoberflächen der Wirtspflanzen. Sie kommt in Australien vor.

## Merkmale

### Makroskopische Merkmale
Puccinia flavescens ist mit bloßem Auge nur anhand der auf der Oberfläche des Wirtes hervortretenden Sporenlager zu erkennen. Sie wachsen in Nestern, die als gelbliche bis braune Flecken und Pusteln auf den Blattoberflächen erscheinen.

### Mikroskopische Merkmale
Das Myzel von Puccinia flavescens wächst wie bei allen Puccinia-Arten interzellulär und bildet Saugfäden, die in das Speichergewebe des Wirtes wachsen. Aecien oder Spermogonien der Art sind nicht bekannt. Die Uredien des Pilzes wachsen meist oberseitig auf den Wirtsblättern. Ihre goldenen bis zimtbraunen Uredosporen sind 24–28 × 22–25 µm groß, eiförmig bis eiförmig und fein stachelwarzig. Die blattoberseitig wachsenden Telien der Art sind schwärzlich, pulverig und früh offenliegend. Die dunkel kastanienbraunen Teliosporen sind zweizellig, in der Regel ellipsoid und 38–46 × 22–25 µm groß. Ihre Stiele sind gelblich bis bräunlich und bis zu 85 µm lang.

## Verbreitung
Das bekannte Verbreitungsgebiet von Puccinia flavescens umfasst weite Teile Australiens.

## Ökologie
Die Wirtspflanzen von Puccinia flavescens sind Stipa flavescens und S. barbata. Der Pilz ernährt sich von den im Speichergewebe der Pflanzen vorhandenen Nährstoffen, seine Sporenlager brechen später durch die Blattoberfläche und setzen Sporen frei. Die Art verfügt über einen Entwicklungszyklus, von dem bislang lediglich Telien und Uredien sowie deren Wirt bekannt sind; Spermogonien und Aecien konnten dem Pilz nicht zugeordnet werden.